# 프랭크 음베이니마라마
초세이아 보렝게 "프랭크" 음베이니마라마(피지어: Josaia Voreqe "Frank" Bainimarama [tʃoˈsɛia βoˈreŋɡe ᵐbɛiniˈmarama],  1954년 4월 27일~)는 피지의 군인 출신 정치인이다.
1999년 피지 군총사령관에 취임하였으며 2000년 대통령 대행으로 활동하였다.
2006년 12월 5일 당시 해군 준장으로 피지 군총사령관으로 재직 중일 때 수도 수바를 봉쇄하고 총리 관저를 포위한 후에 라이세니아 카라세를 축출하였다. 이후 군사과도정부를 구성하여 대통령에 오른뒤 조나 세니라가칼리를 임시 총리로 임명하였다.
2007년 1월 5일에 취임해 피지 총리로 취임하였다.